# Spike Cohen
Jeremy "Spike" Cohen (Baltimore, Maryland; 28 de junio de 1982) es un activista, emprendedor y podcaster estadounidense. Fue candidato del Partido Libertario a vicepresidente de los Estados Unidos en las elecciones de 2020, y compañero de fórmula de Jo Jorgensen.

## Primeros años
Cohen nació en Baltimore, Maryland en 1982. El padre de Cohen es judío y fue criado como un judío mesiánico que incluía tener un Bar Mitzvá.
A la edad de 16, Cohen comenzó a aprender diseño web y, posteriormente, construyó un negocio exitoso en unos pocos años. En 2016, a la edad de 33, a Cohen le diagnosticaron esclerosis múltiple. Vendió su negocio de diseño web y se centró en el activismo libertario. Cohen es un podcaster en Muddied Waters Media. Pretende haber elegido el apodo "Spike" a la edad de 3 años, después del personaje de la película infantil de 1986 My Little Pony: The Movie.

## Carrera

### Campaña vicepresidencial 2020
Cohen se postuló como el compañero de fórmula propuesto del candidato presidencial Vermin Supreme en las primarias presidenciales libertarias de 2020, y participó activamente en la campaña.
El 23 de mayo de 2020, Supreme perdió la nominación presidencial libertaria ante Jo Jorgensen, pero Cohen permaneció en la carrera por la nominación a la vicepresidencia del partido. Jorgensen mostró preferencia por John Monds para ser su compañero de fórmula sobre Cohen y Ken Armstrong, pero a pesar de esto, después de tres rondas de votación, Cohen derrotó a Monds con 533 votos de delegado frente a los 472 de Monds. Como candidato a vicepresidente del Partido Libertario, Cohen se convirtió en el primer candidato a vicepresidente judío de un partido político desde Joe Lieberman en 2000. 

#### Posiciones políticas
Cohen afirma que su plataforma y la de Jorgensen se deriva de la plataforma del Partido Libertario. Esto incluye reducir la deuda nacional mediante la reducción del tamaño del gobierno, una amplia reforma de la justicia penal y la liberación inmediata de los encarcelados por delitos sin víctimas.
Propone un sistema totalmente de mercado en la salud por sobre el sistema actual, la abolición del medicaid, junto con la obligacionde boucher escolar y la privatización total de las escuelas públicas.
Cohen, un aliado del artista de performance y candidato perenne Vermin Supreme, se postuló en una plataforma que promovía ponis gratis, cepillado de dientes obligatorio, "poder zombi", matando al "bebé Hitler" y al "bebé Woodrow Wilson", y promoviendo la anarquía. Cohen prometió que si esto no se logra dentro de los primeros 100 días de su vicepresidencia, renunciará y será reemplazado por Baby Yoda.
Después de recibir oficialmente la nominación libertaria a la vicepresidencia, Cohen reconoció que "El pan cursi y la casa de los gofres: todo eso es una sátira. Luego, los golpea con el mensaje real.